# Poecile sclateri
Poecile sclateri là một loài chim trong họ Paridae.